# Brinhemont
Brinhemont (francès Brignemont) és un municipi occità, situat a la regió d'Occitània, departament de l'Alta Garona.